# Otavice, Ribnica
Otavice este o localitate din comuna Ribnica, Slovenia, cu o populație de 107 locuitori.